# L'Affaire Maurizius
Pour plus de détails, voir Fiche technique et Distribution.
L'Affaire Maurizius est un film franco-italien réalisé par Julien Duvivier et sorti en 1954. 
Il s'agit d'une adaptation du roman éponyme de Jakob Wassermann publié en 1928.

## Synopsis
Fils du grand procureur Andergast (Charles Vanel), Etzel veut réviser le dossier Maurizius dont la condamnation repose sur des présomptions. Ce dossier a permis à son père, 18 ans auparavant, de se lancer dans une grande carrière, mais Etzel veut en avoir le cœur net.

## Fiche technique
- Réalisation : Julien Duvivier
- Scénario, adaptation et dialogues : Julien Duvivier, d'après le roman homonyme de Jakob Wassermann
- Décors : Max Douy
- Costumes : Rosine Delamare
- Musique : Georges Van Parys
- Montage : Marthe Poncin
- Script : Denise Morlot
- Directeur de production : Louis Wipf
- Maquillage : Maguy Vernadet
- Société de production : Franco-London-Film, Jolly Film (Rome)
- Distributeur d'origine : Gaumont
- Tournage : du 2 novembre 1953 au 2 janvier 1954
- Pays de production :  France,  Italie
- Genre : Film dramatique
- Durée : 105 min
- Date de sortie :
  - France : 4 juin 1954

## Distribution
- Daniel Gélin : Léonard Maurizius
- Madeleine Robinson : Elisabeth Maurizius
- Anton Walbrook (Adolf Wohlbrück): Grégoire Waremme
- Charles Vanel : Wolf Andergast
- Eleonora Rossi Drago (VF : Claire Guibert) : Anna Jahn
- Bernard Musson : le greffier
- Jean d'Yd : le président
- Jacques Varennes : le juge d'instruction
- Claude Arlay
- Pierre Asso : le maître-chanteur
- Paola Borboni : Mme Bobika
- Berthe Bovy : la grand-mère
- Jacques Chabassol : Etzel Andergast
- Denis d'Inès : M. Maurizius
- Jane Faber : la gouvernante
- Annie Fargue : Melita
- Jim Gérald : le professeur
- Harry-Max : l'avocat (comme Harry Max)
- Daniel Mendaille
- Palau : le conseiller (comme Pierre Palau)
- Joseph Palau-Fabre
- Sandro Ruffini
- Aldo Silvani
- Claude Sylvain : créditée au générique, n'apparaît pas dans le film.